# Формульная единица
Формульная единица — реально существующая или условная группа атомов или ионов, состав которой соответствует эмпирической формуле данного вещества. Формульными единицами могут быть атомы (K, C, O), молекулы (H2O, CO2), катионы (K+, Ba2+), анионы (I–, SO42–), радикалы (•OH, •NO2), условные молекулы (KOH, BeSO4) и любые другие частицы вещества или определённые группы таких частиц, в том числе не способные к самостоятельному существованию. В число формульных единиц включаются также электроны (а в физике и другие физические частицы), которые сами химического вещества не образуют.
Как и молекула, формульная единица – наименьшая порция вещества, сохраняющая его химические свойства. Для веществ молекулярного строения понятия молекулы и формульной единицы тождественны.

## Использование формульных единиц
Примеры состава формульных единиц некоторых веществ: 
1) диоксид кремния SiO2 — атомная кристаллическая решётка, формульная единица состоит из одного атома кремния и двух атомов кислорода;
2) хлорид натрия NaCl — ионная кристаллическая решётка, формульная единица состоит из одного атома натрия и одного атома хлора;
3) железо Fe — металлическая кристаллическая решётка, формульная единица состоит из одного атома железа;
4) диоксид углерода CO2 — вещество молекулярного строения, формульная единица соответствует молекуле и состоит из одного атома углерода и двух атомов кислорода
Число формульных единиц, содержащихся в одном моле любого вещества, называется числом Авогадро, оно равно 6,022045·1023. Число Авогадро универсально, оно указывает на число формульных единиц вещества в его количестве, равном 1 моль, независимо от агрегатного состояния вещества.
Запись формульных единиц в уравнениях реакций означает не только, что реагируют между собой отдельные частицы веществ, но и их макропорции (в каждой из которых содержится огромное число химических частиц). Так из уравнения 2Na + 2Н2O → 2NaOH + Н2 следует, что два атома натрия реагируют с двумя молекулами воды и при этом образуются две формульные единицы гидроксида натрия (реально вещество состоит не из молекул, а из катионов Na+ и анионов ОН–) и одна молекула водорода. Коэффициенты перед формульными единицами также означают количество вещества участвующего или образующегося в реакции.